# Sant Martí de Pontós
Sant Martí de Pontós és una església del municipi de Pontós (Alt Empordà) inclosa en l'Inventari del Patrimoni Arquitectònic de Catalunya.

## Descripció
És una església situada en una zona elevada respecte a la resta de construccions al centre del poble. La façana d'aquesta església té una portalada rectangular. Damunt la llinda hi ha una fornícula amb la imatge del patró que data del 24 de maig de 1773. Damunt la fornícula, i a cada extrem de la llinda, hi ha diversos motius geomètrics decoratius esculpits en baix relleu. El conjunt de la portalada és coronat per una motllura corbada. Al centre de la façana trobem un rosetó, i a l'extrem de migdia el campanar de planta quadrada, amb obertures de mig punt i coberta piramidal. A la part baixa de la façana i sota el campanar s'hi pot veure un fragment de mur romànic que correspon al frontis de l'antiga església. Al costat de la porta actual, a la banda de migdia, n'hi ha una altra també rectangular, al seu damunt és visible un òcul. Totes dues obertures estan actualment tapiades, i pertanyen a l'antiga façana romànica.
En l'aparell d'aquest fragment del frontis romànic s'hi observen dos tipus constructius diferents. En el mur lateral de migdia de la nau segueixen les restes d'aparell romànic, en una llargada de cinc metres. L'absis és de planta semidecagonal i no té cap finestral. El ràfec de la teulada està decorat amb triangles vermells sobre fons blanc. La volta és de llunetes i té tres arcs torals de mig punt. Hi ha tres altars laterals per banda, imbuïts en els murs. Sobre aquests altars hi ha terrabastalls amb arcades de mig punt.

## Història
L'«Eclesia de Pontonibus» s'esmenta el 1279 i 1280, així com el 1305 i 1362, amb el nom de «Sancti Martini de Pontonibus». A final del segle XIV se l'anomena església parroquial.